# Fairview Heights (Nouvelle-Zélande)
Fairview Heights est une banlieue d’Auckland, qui est sous la gouvernance locale du conseil d’Auckland dans l’Île du Nord de la Nouvelle-Zélande.

## Situation
La zone est délimitée au nord par la route Lonely Track Road, à l'est par la route de l'East Coast Road, au sud par la route d’Oteha Valley Road et à l'ouest par la Autoroute nord d’Aukland.
Jusqu’à la fin du XXe siècle, la zone était rurale.

## Démographie
Fairview Heights avait une population de 3 897 habitants selon le référencement de 2018 en Nouvelle-Zélande, une augmentation 966 personnes (33,0 %) depuis le recensement de 2013 en Nouvelle-Zélande et une augmentation de 2 781 personnes (249,2 %) depuis le recensement de 2006 en Nouvelle-Zélande.
Il y a 1 101 logements avec 1 923 hommes et 1 974 femmes, donnant un ratio de 0,97 homme pour une femme.
L’âge médian est de 33,5 ans, avec 687 personnes (17,6 %) âgées de moins de 15 ans, 1 026 personnes (26,3 %) âgées de 15 à 29 ans, 1 683 personnes (43,2 %) âgées de 30 à 64 ans et 498 personnes (12,8 %) âgées de 65 ans ou plus.
L’ethnicité est pour 39,3 % européens/Pākehā, 2,9 % Māoris, 1,4 % peuples du Pacifique, 56,4 % d’origine asiatique, et 4,3 % d’une autre ethnicité (le total fait plus de 100 % dans la mesure où certaines personnes peuvent s’identifier à de multiples ethnies).
La proportion de personnes nées outre-mer est de 63,6 %, comparée aux 27,1 % au niveau national.
Bien que certaines personnes refusent de donner leur religion, 58,0 % disent n’avoir aucune religion, 29,2 % sont chrétiens et 8,2 % ont une autre religion.
Parmi les personnes de plus de 15 ans, 1 089 (33,9 %) ont une licence ou un diplôme supérieur et 279 (8,7 %) n’ont aucune qualification formelle.
Le revenu médian est de 30 100 $.
Le statut d’emploi des personnes d’au moins 15 ans est pour 1 434 personnes (44,7 %) employé à plein temps, pour 381 personnes (11,9 %) employé à temps partiel et pour 132 personnes (4,1 %) sans emploi.